# Роше, Дилан
Дилан Роше (фр. Dylan Rocher; род. 17 декабря 1991, Ле-Ман) — французский игрок в петанк. Чемпион мира 2012 и 2018 годов.

## Биография
Дилан Роше родился 17 декабря 1991 года в Ле-Мане. Он начал играть в петанк в возрасте трёх лет. Впервые он занялся этим видом спорта в семье, со своим дедом и отцом Брюно Роше, также чемпионом мира 2004 года. В возрасте десяти лет он выиграл своё первое региональное соревнование. В чемпионате Франции принимает участие в составе команды вместе с отцом и Брюно Ле Бурсико.
В 2012 году он выиграл свой первый чемпионат мира среди троек с французской командой, в которую также входили Анри Лакруа, Брюно Ле Бурсико и Филипп Сушо.
В 2018 году он стал отцом дочери Мэйли, которую ему родила жена Люси Руссо.